# Oratorium des hl. Philipp Neri

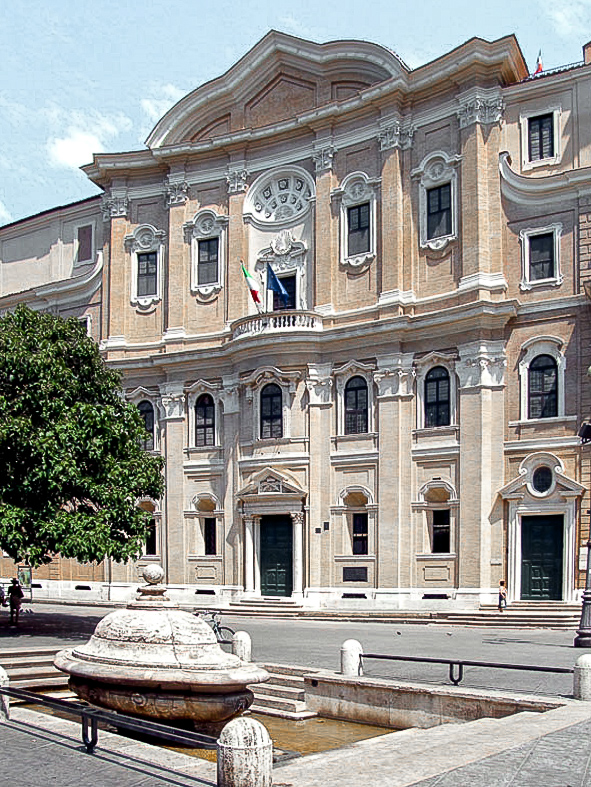
Die Südfassade des Oratoriums, das links neben der Kirche Santa Maria in Vallicella steht.

Das Oratorium des hl. Philipp Neri (italienisch Oratorio di S. Filippo Neri, häufig auch Oratorio dei Filippini, nach einer Quelle auch Oratorio dei Filippi) in Rom ist ein Klostergebäude, das im Wesentlichen im 17. Jahrhundert entstand und als eines der wichtigsten Werke Francesco Borrominis gilt. Sowohl der ihn beauftragende Oratorianerorden (Kongregation vom Oratorium des heiligen Philipp Neri) als auch das Gebäude selbst wurden Namensgeber für die musikalische und architektonische Gattung des Oratoriums. Der Bau ist für die von Borromini geschaffene Südfassade berühmt.
Im Oratorium befindet sich die Biblioteca Vallicelliana, die älteste öffentliche Bibliothek Roms.

## Lage
Das Gebäude liegt am Corso Vittorio Emanuele II im VI. römischen Rione Parione, unmittelbar neben der geistlich und baulich eng verwandten Kirche Santa Maria in Vallicella, bekannt als Chiesa Nuova.

## Geschichte und Baugeschichte
Den Orden der Oratorianer (Kongregation vom Oratorium des heiligen Philipp Neri) gründete der später heiliggesprochene Philipp Neri im Jahr 1561, er wurde 1575 durch Papst Gregor XIII. bestätigt. Die Ordensmitglieder kümmerten sich hauptsächlich um bedürftige Pilger, um Kranke und um Arme. Die Messen und Gebete wurden im Unterschied zu den anderen Orden, die sie auf Latein zelebrierten, in der Volkssprache gebetet und gesungen und fanden dadurch bald großen Zulauf. Dadurch war es notwendig geworden, neben der neuerrichteten Kirche Santa Maria in Vallicella, der Mutterkirche des Ordens, auch ein geeignetes großes Gebetshaus, ein Oratorium, zu errichten. Für den Bau wurde ein Wettbewerb ausgeschrieben, den Paolo Maruscelli gewann. Er entwarf zwischen 1620 und 1627 immer neue Pläne und war bis 1637 mit der Errichtung beschäftigt. Im Mai dieses Jahres wurde ihm Francesco Borromini zur Seite gestellt, der einen zweiten in Auftrag gegebenen Wettbewerb gewonnen hatte. Er übernahm die Arbeit am begonnenen Bau. Das Sockelgeschoss des Hofes war fertig, ebenso die Doppelloggia zwischen Sakristei und Kirche, und auch die Loggia im Hof, die parallel zum Oratorium liegt. Da Maruscelli für einige von den Filippinern vorgeschlagenen Architekturteile keine Lösungen fand und sie vieles am Bau als nicht harmonisch empfanden, war es an Borromini, zunächst einmal die Baufehler zu korrigieren. Später setzte er über alles eine architektonisch kunstvolle Hülle, die nicht nur zur Zufriedenheit der Ordensgemeinschaft ausfiel. Das Oratorium zählt bis heute zu den wichtigsten Arbeiten Borrominis. Von ihm stammen die Südfassade, der Hauptsaal, teilweise die Innenhöfe, das Refektorium, die Treppenanlage, die Bibliothek und der Uhrturm auf der Nordseite. Die Bauarbeiten waren bis auf Kleinigkeiten 1650 abgeschlossen, nach einer anderen Quelle 1662. Die letzten Arbeiten am Uhrturm wurden 1652 durch Camillo Arcucci abgeschlossen.
Zwischen 2010 und 2011 wurde die Fassade Borrominis restauriert.

## Fassade

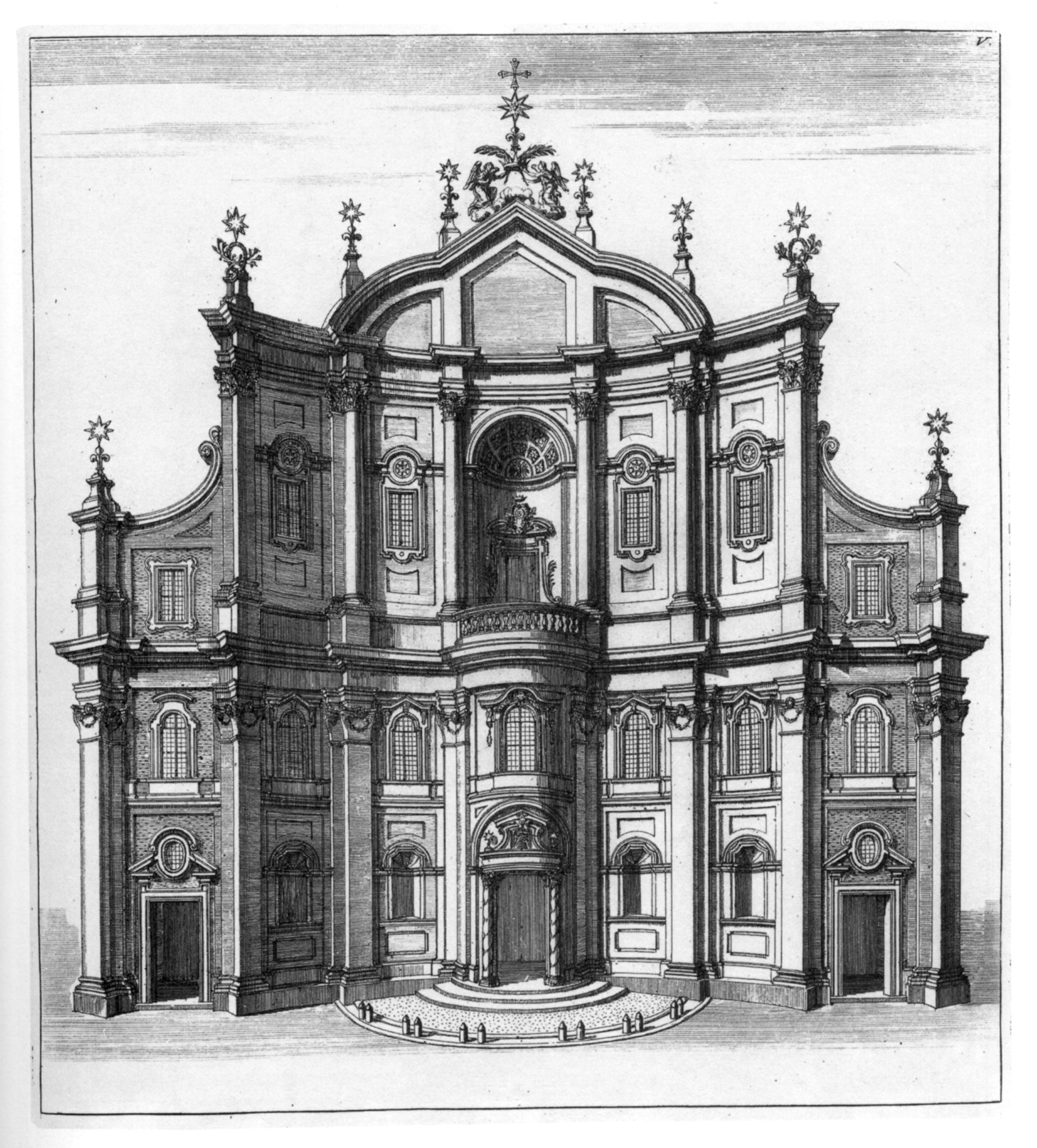
Aufriss der Fassade von Borromini auf einem Stich von Domenico Barrière, 1658

Der bekannteste Bauteil des Gebäudes ist die Südfassade. Borromini hatte dafür konkrete Anweisungen seitens des Ordens erhalten. Er durfte, außer für kleine Elemente, keinen Marmor verwenden, weil man die Fassade der nebenan liegende neu errichteten Kirche Santa Maria in Vallicella in ihrer Wirkung nicht beeinträchtigen wollte. Es wurde ihm aus demselben Grund auch die Verwendung von Vollsäulen untersagt. Um dennoch eine einheitlich „glatte“ und bemerkenswerte Fassade zu erhalten, ließ Borromini spezielle flache Ziegel anfertigen, die mit extrem schmalen, beinahe nicht wahrnehmbaren Fugen aufgesetzt wurden. In ihrer Gesamtheit erfasst wirkt sie nicht nur sehr einheitlich, sondern beeindruckt auch durch ihre monumentale Erscheinung. Die nach außen greifenden Teile laden den Besucher ein, näherzukommen und einzutreten, was nach Borrominis eigenen Worten die Absicht dieser Konstruktion war.
Die Fassade ist fünfachsig und dreieinhalb Geschosse hoch, die Breite ist in allen Stockwerken gleich. Die beiden Untergeschosse und die oberen eineinhalb Geschosse, die sich aus dem Tür-/Balkon-Geschoss und der überlappenden Fensterreihe ergeben, scheinen gleich hoch zu sein. Die vier jeweils durch Pilaster voneinander abgegrenzten äußeren Achsen, jeweils zwei neben der mittleren, verlaufen parallel zur Fassade. Die Kapitelle der unteren Geschosshälfte sind glatt und werden nur ganz oben durch blattartig ausgreifende Elemente gegliedert. Die Kapitelle der oberen Pilaster entsprechen in etwa – in einer leichten Abwandlung – einer korinthischen Ordnung. Bemerkenswert und richtungsweisend für die sich weiterentwickelnde (römische) Fassadenarchitektur wurde die der konkaven Fassade entgegengestellte konvexe Form der unteren Mittelachse, deren Portal von zwei Dreiviertelsäulen flankiert wird. Dieses Schema gipfelte letztlich in der völligen Auflösung der Fassade zur Fläche, wie bei Santa Maria della Pace. Die verkröpften Gesimse übernehmen die Strukturen der Achsen, der geschwungene Dreiecksgiebel über den mittleren drei Achsen der Fassade war eine Neuheit in der römischen Architektur. Bemerkenswert ist noch die Nische über dem kleinen Balkon im Obergeschoss der Mittelachse mit Tiefenwirkung, die sich durch die illusionistisch gestalteten Architekturelemente ergibt. Tatsächlich ist sie so flach wie die angrenzenden Flächen. Die optische Verzerrung/Vergrößerung entstammt Borrominis Einfallsreichtum und wurde in den verschiedensten Ausformungen und an den verschiedensten Bauwerken eingesetzt (Fensterrahmen am Palazzo Barberini, Kuppel der Kirche San Carlo alle Quattro Fontane, die Galleria im Palazzo Spada usw.). Für den kleinflächigen Hof hatte schon Maruscelli eine Riesenordnung der Pilaster geplant. Borromini hat seine persönliche Note einfließen lassen, indem er die einzigartigen Eckpfeiler hinzufügte und mit den Pilastern die Frieszone durchbrach.
Diese Fassade, die die Architekturformen der Kirche und des Palazzo miteinander verbindet, steht am Beginn einer Entwicklung, die sich innerhalb Europas ausbreiten und bei der von Balthasar Neumann errichteten Basilika Vierzehnheiligen ihren Höhepunkt erreichen sollte.

## Inneres

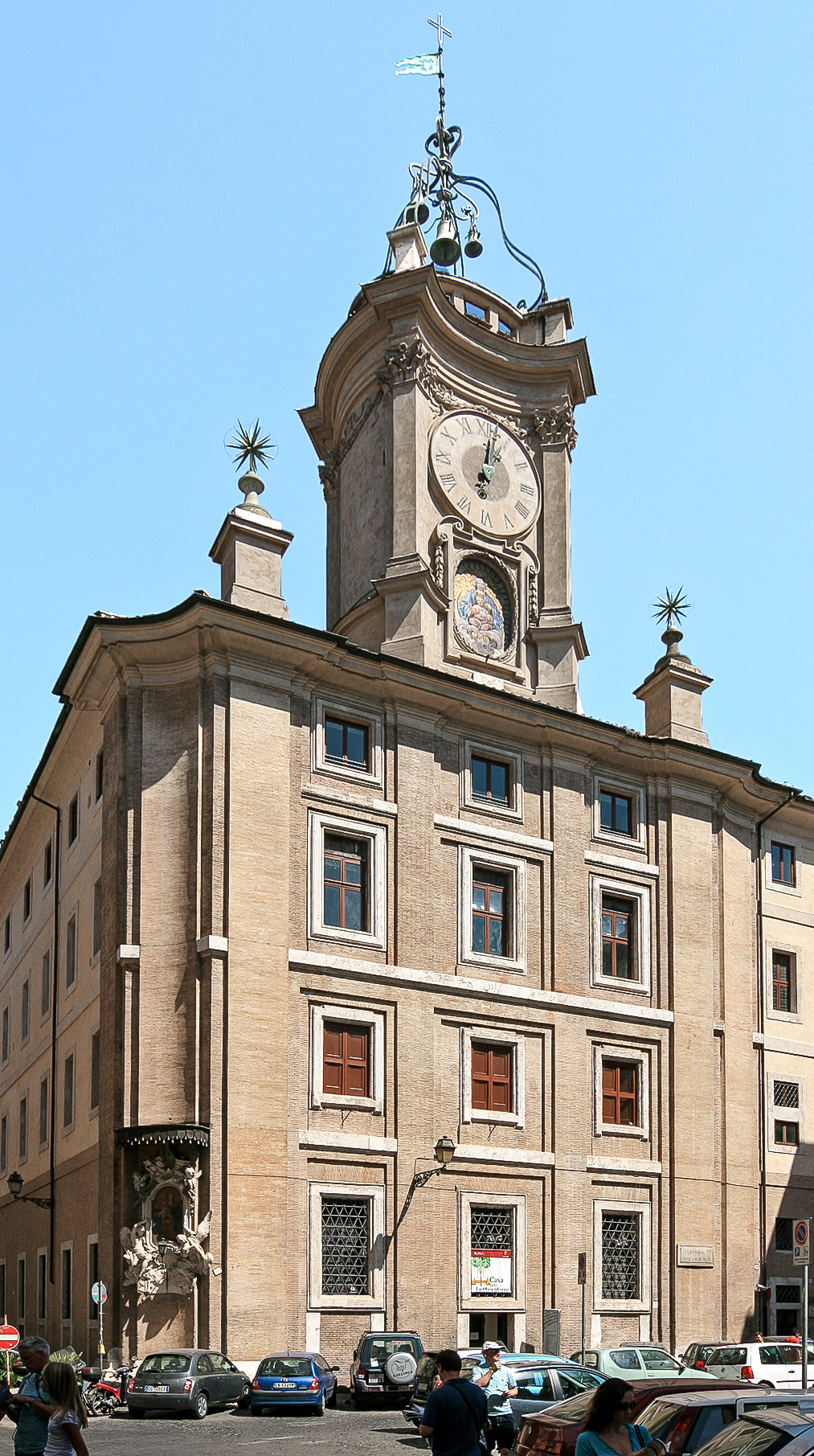
Der Uhrturm (1647–1649) an der Nordwestseite

Borromini hatte nicht nur die strengen Vorgaben für die Fassade zu beachten, er musste auch ein anderes architektonisches Problem lösen. Ein Eckpfeiler des neben Santa Maria in Vallicella bereits vorher gebauten Kreuzganges machte eine regelmäßige Verteilung der Innenfenster unmöglich und durch die Ecklage des Grundstücks entstanden weitere strukturelle Probleme. Borromini löste die Aufgabe, indem er die Innenräume völlig unabhängig von der Fassade gestaltete. Der Hauptraum des eigentlichen Oratoriums, die Sala Borromini, ist zur Fassade quergestellt und verschoben, nur die Fenster der beiden linken und der mittleren Achsen gehören zu diesem Saal. Aufgrund der Parallelstellung des Saales zur Fassade kann man ihn nur über ein Vestibül erreichen. Die unregelmäßige Verteilung der Fenster kaschierte Borromini, indem er die Abstände der Innenpilaster des Hauptraumes variierte und – darüber hinausgehend – ihnen das Aussehen eines „ornamentalen Motivs“ gab. Die Ecken des Raumes sind abgerundet, eine beliebte und häufig angewandte Lösung des Architekten. Die von den Pilastern ausgehenden Bänder der Decke ließ er wie einen Skelettbau erscheinen. Diese Konstruktion wird als „eine der durchlässigsten Raumkreationen des 17. und 18. Jahrhunderts“ gesehen. In diesem Raum werden bis heute musikalische Darbietungen aufgeführt.
Dem Refektorium gab er eine ovale Grundform. Das hatte den Vorteil, dass die „Leerflächen“ im Vergleich zur ursprünglich geplanten Rechteckform eines Raumes noch für eine kleine Wendeltreppe genutzt werden konnten. Auch der Entwurf des Waschtisches in diesem Raum stammt von Borromini; er begriff ihn wie die anderen Räume des Oratoriums als Einheit.
Die Innenhöfe werden durch Kolossalpilaster gegliedert, die in den Winkeln konkav gekrümmt sind. Borromini konnte mit den Pilastern die Höhendifferenz zwischen Sakristei und Oratorium ausgleichen. Die Arkadenbögen vollendete Carlo Rainaldi.
Auf dem ersten Absatz des ebenfalls von Borromini stammenden „grandiosen“ Treppenaufganges befindet sich ein aus Stuck angefertigtes Modell eines Marmorreliefs, dessen Original heute im Petersdom steht. Es stellt die Begegnung zwischen Papst Leo I. und Attila dar.